# André-Cyprien-Jean Audille
André-Cyprien-Jean Audille, francoski general, * 1885, † 1944.